# Senatul Belgiei
Senatul (neerlandeză Senaat, franceză Sénat, germană Senat) este camera superioară a Parlamentului federal belgian. Senatul are competențe în chestiuni pe termen lung și are drept de vot identic cu Camera în chestiuni constituționale și de ratificare a tratatelor internaționale. 

## Membrii
Senatul este format din 71 de membrii: 40 membrii aleși prin vot direct, 21 reprezentanți ai comunităților și 10 membrii cooptați. Membrii majori ai familiei regale care sunt în lista de succesiune la tron sunt senatori de drept. 

### Senatori aleși
Senatorii sunt aleși în mod direct în trei circumscripții naționale. Electorii sunt divizați în două Colegii Electorale: unul neerlandofon și unul francofon (din care face parte și comunitatea germanofonă). Cele trei circumscripții electorale sunt Flandra, Valonia și Bruxelles-Halle-Vilvoorde ce cuprinde Regiunea Capitalei Bruxelles și 35 comune neerlandofone din provincia Brabantul Valon care înconjoară regiunea. În circumscripția flamandă electorii pot vota doar pentru liste ale partidelor flamande iar în circumscripția valonă electorii pot vota doar pentru partide francofone. În circumscripția Bruxelles-Halle-Volvoorde electorii pot vota pentru ambele tipuri de partide, votul determinând de care colegiu aparține electorul. 
Locurile sunt atribuite, în fiecare circumscripție proporțional, prin Metoda Hondt. Din cei 40 senatori aleși direct, 25 sunt aleși de colegiul flamand iar 15 sunt aleși de colegiul francofon. Aceste numere sunt fixate de Constituția Belgiei. Regulile de eligibilitate sunt aceleași ca și cele pentru membrii Camerei Reprezentanților. Alegerile se desfășoară simultan cu alegerile pentru Camera Reprezentanților odată la patru ani, cu excepția cazului în care are loc o dizolvare a parlamentului. 
Pe lângă senatorii aleși, fiecare partid propune o listă de supleanți (neerlandeză opvolgers, franceză suppléants, Format:Ersatzkandidaten). Aceștia devin senatori în cazul în care un senator nu își poate desfășura mandatul: în caz de refuz de a ocupa postul, dacă senatorul este numit membru al guvernului sau în caz de demisie. Ordinea pe lista de supleanți este în funcție de numărul de voturi pe care candidații le-au avut la ultimele alegeri. Înlocuirile sunt permanente în cazul demisiei sau decesului, dar acestea sunt temporare în situația numirii senatorului ales în parlament. 
Rezultatul alegerilor din 10 iunie 2007 pentru Senat:
|                           | CD&V – N-VA               | 1,287,389 | +254,267 | 19.42%  | +3.65% | 9  | +3 |
|                           | Open VLD                  | 821,980   | −185,888 | 12.40%  | −2.98% | 5  | −2 |
|                           | MR                        | 815,755   | +19,998  | 12.31%  | +0.16% | 6  | +1 |
|                           | Vlaams Belang             | 787,782   | +45,842  | 11.89%  | +0.57% | 5  | ±0 |
|                           | PS                        | 678,812   | −162,096 | 10.24%  | −2.60% | 4  | −2 |
|                           | Sp.a – Spirit             | 665,342   | −348,218 | 10.04%  | −5.43% | 4  | −3 |
|                           | cdH                       | 390,852   | +28,147  | 5.90%   | +0.36% | 2  | ±0 |
|                           | Ecolo                     | 385,466   | +176,598 | 5.82%   | +2.63% | 2  | +1 |
|                           | Verzi!                    | 241,151   | +80,127  | 3.64%   | +1,18% | 1  | +1 |
|                           | List Dedecker             | 223,992   | +223,992 | 3.38%   | +3.38% | 1  | +1 |
|                           | FN                        | 150,461   | +3,156   | 2.27%   | +0,02% | 1  | ±0 |
|                           | Alții                     | 179,145   | —        | 2.69%   | —      | —  | —  |
| Total (participare 91.1%) | Total (participare 91.1%) | 6,628,127 |          | 100.00% |        | 40 |    |
| Sursa: Verkiezingen 2007. |                           |           |          |         |        |    |    |

### Reprezentanții comunităților
Există 21 de senatori ai comunităților (neerlandeză gemeenschapssenatoren, franceză sénateurs de communautés), 10 numiți de comunitatea flamandă, 10 de comunitatea franceză și 1 de comunitatea germanofonă. Senatorul germanofon este ales prin vot; parlamentele flamande și al comunității francofone numind senatorii în funcție de rezultatele alegerilor, între partidele care au senatori aleși. 
Senatorii comunităților au mandat dublu, aceștia păstrânduși mandatul de parlamentar al comunității. deoarece mandatul senatului este de 4 ani iar cel al parlamentelor comunităților este de 5 ani, este posibil să se desfășoare alegeri regionale pe perioada sesiunii Senatului. În cazul în care un senator nu este reales în parlamentul comunitar, acesta este înlocuit cu un membru ales al partidului său. În urma alegerilor regionale, senatorii comunitari eămân în postul senatorial până la confirmarea lor sau pâna la numirea unor noi senatori comunitari.

### Senatori cooptați
Senatorii cooptați (neerlandeză gecoöpteerde senatoren, franceză sénateurs cooptés) sunt 10 membrii aleși de primele două grupuri de senatori: 6 de către grupul neerlandofon și 4 de către grupul francofon. Aceste locuri sunt distribuite de partide în funcție de rezultatul alegerilor. Acest tip de senatori a fost introdus în 1893 ca un mod de a permite alegerea unor experți sau reprezentanți ai organizațiilor care să permită îmbunătățirea calității dezbaterilor și a legislației. Foarte repede, partidele politice au folosit aceste poziții pentru a răsplătii membrii loiali ai acestora care nu au fost aleși. 

### Senatori de drept
Senatorii de drept sunt actualmente copiii monarhului Albert II, membrii majori ai familiei regale care sunt eligibili pentru a urca pe tron. Teoretic aceștia pot vota, dar deoarece familia regală trebuie să fie neutră aceștia nu votează și nu sunt socotiți la numărătoarea de cvorum.

## Compoziția actuală a senatului
Alegerile federale au avut loc pe data de 10 iunie 2007. Pe data de 28 iunie 2007 senatorii aleși au depus jurământul urmați de senatorii comunităților pe data de 5 iulie 2007. Pe data de 12 iulie 2007 după depunerea jurământului de către senatorii cooptați senatul a devenit funcțional. Președintele Senatului a fost ales Armand De Decker din partea MR.
| Afiliere | Afiliere          | Senatori | Senatori         | Senatori | Senatori | Total   |
| Afiliere | Afiliere          | Aleși    | ai Comunităților | Cooptați | de Drept | Total   |
| -------- | ----------------- | -------- | ---------------- | -------- | -------- | ------- |
|          | CD&V/N-VA         | 9        | 3                | 2        | -        | 14      |
|          | MR                | 6        | 4                | 1        | -        | 11      |
|          | Open VLD          | 5        | 2                | 2        | -        | 9       |
|          | Vlaams Belang     | 5        | 2                | 1        | -        | 8       |
|          | PS                | 4        | 3                | 1        | -        | 8       |
|          | Sp.a – Spirit     | 4        | 2                | 1        | -        | 7       |
|          | cdH               | 2        | 2                | 1        | -        | 5       |
|          | Ecolo             | 2        | 2                | 1        | -        | 5       |
|          | Groen!            | 1        | 1                | 0        | -        | 2       |
|          | FN                | 1        | 0                | 0        | -        | 1       |
|          | Lijst Dedecker    | 1        | 0                | 0        | -        | 1       |
|          | Senatori de Drept | -        | -                | -        | 3        | 3       |
| Total    | Total             | 40       | 21               | 10       | 3        | 71 (+3) |